# Pabneukirchen
Pabneukirchen je městys v Rakousku ve spolkové zemi Horní Rakousy v okrese Perg. Žije zde přibližně 1 700 obyvatel.

## Geografie

### Geografická poloha
Pabneukirchen se nachází ve spolkové zemi Horní Rakousy v regionu Mühlviertel. Rozloha území městyse činí 40,96 km², z nichž přibližně 44% pokrývá les.

### Části obce
Území městyse Pabneukirchen zahrnuje 19 sídel:
- Eibeck
- Großerlau
- Henndorf
- Markt-Süd
- Mitter-Pabneukirchen
- Neudorf
- Nieder-Schreineredt
- Ober-Eisendorf
- Ober-Pabneukirchen
- Pabneukirchen
- Riedersdorf
- Schreineredt
- Sonnleitn
- Staub
- Thomastal
- Unter-Eisendorf
- Unter-Pabneukirchen
- Unter-Sankt Georgen
- Wetzelsberg

### Sousední obce
- na severu: Königswiesen, Sankt Georgen am Walde
- na východě: Dimbach
- na jihu: Bad Kreuzen
- na západě: Sankt Thomas am Blasenstein

## Kultura a památky

### Stavby
- Farní kostel sv. Šimona a Judy v Pabneukirchenu

## Galerie

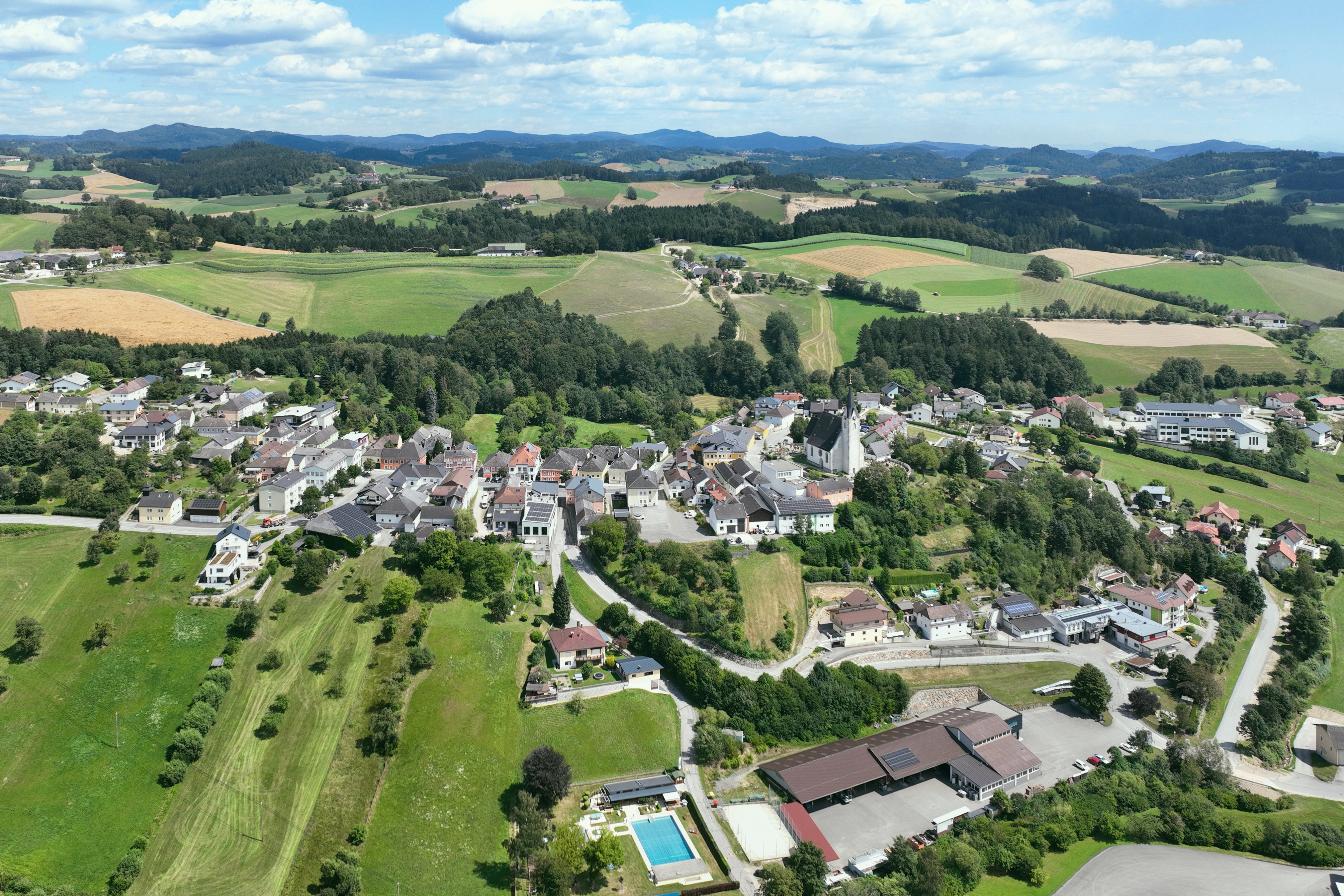
Pabneukirchen z výšky
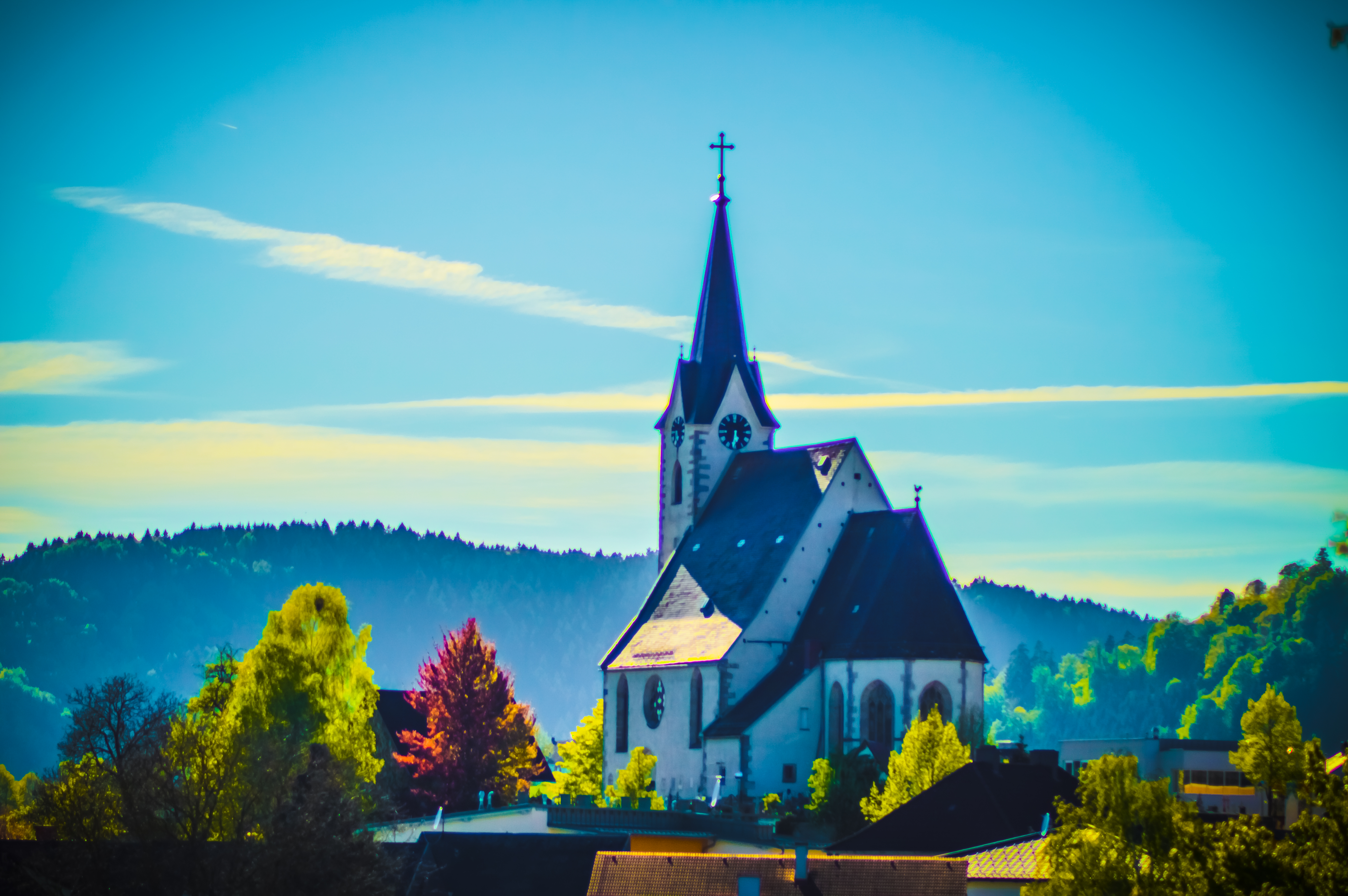
Farní kostel sv. Šimona a Judy
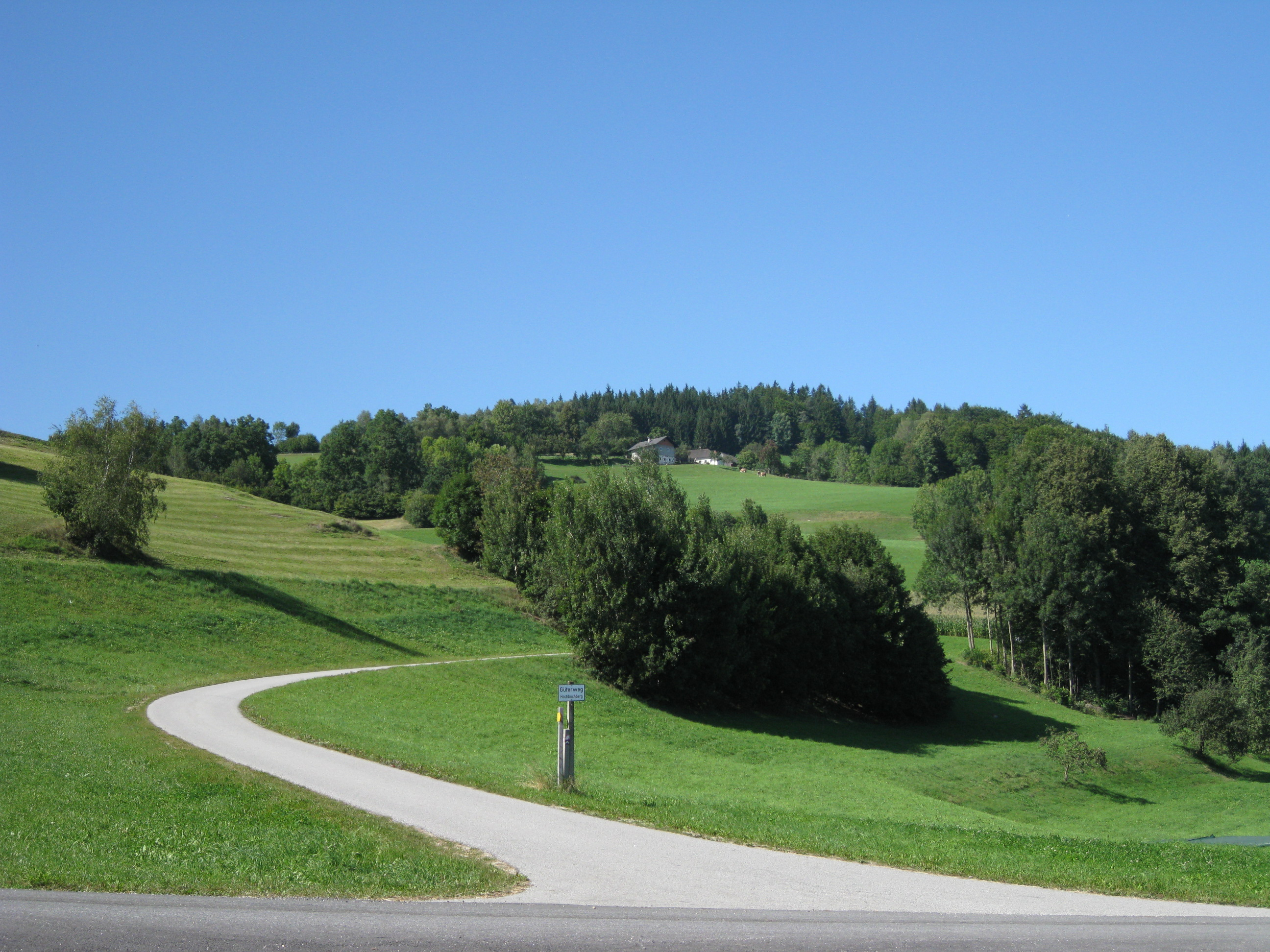
Pohled na Hochbuchberg